# Akkermansia
Akkermansia è un genere di batteri.